# Nadroga-Navosa
Nadroga-Navosa é uma província das ilhas Fiji localizada na Divisão do Oeste.  Sigatoka, com uma população de 7.940 habitantes em 1996, é a principal cidade da província.

## Distritos
A província de Nadroga-Navosa é constituída pelos seguintes distritos:
- Baravi
- Malomalo
- Nasigatoka
- Navosa
- Quvu
- Ruwailevu